# Howli
Howli là một thị xã và là nơi đặt ủy ban khu vực thị xã (town area committee) của quận Barpeta thuộc bang Assam, Ấn Độ.

## Địa lý
Howli có vị trí 26°26′B 90°58′Đ / 26,43°B 90,97°Đ Nó có độ cao trung bình là 43 mét (141 feet).

## Nhân khẩu
Theo điều tra dân số năm 2001 của Ấn Độ, Howli có dân số 15.958 người. Phái nam chiếm 52% tổng số dân và phái nữ chiếm 48%. Howli có tỷ lệ 63% biết đọc biết viết, cao hơn tỷ lệ trung bình toàn quốc là 59,5%: tỷ lệ cho phái nam là 69%, và tỷ lệ cho phái nữ là 56%. Tại Howli, 14% dân số nhỏ hơn 6 tuổi.